# Олень благородний корсиканський
Олень благородний корсиканський (Cervus elaphus corsicanus) — підвид оленя благородного. Поширений на островах Сардинія і Корсика у Середземному морі.

## Поширення і чисельність
Острівний ендемік. Живе у лісах та густих чагарниках середземноморського типу рослинності. На початку 1970-х років олень вимер на Корсиці. На Сардинії в цей залишилося 250 тварин. У 1985 році 13 тварин випустили у природу на Корсиці. З цього часу чисельність підвиду збільшилась, і популяція підвиду становить 2534 особин на Корсиці та 10 635 на Сардинії (станом на 2018 рік).

## Опис
Один з найменших підвидів оленя благородного. Він має коротші ноги (можливо, щоб легше лазити гірськими схилами) і довший хвіст. Роги менш розгалужені і коротші, менше 80 см завдовжки. Самці сягають 86-110 см у холці і важать 100—110 кг, тоді як самиці відповідно 80-90 см і 80 кг. Шерсть бурувата. Тривалість життя 13–14 років.